# 글로벌피스재단
글로벌피스재단(Global Peace Foundation · GPF)은 인류 보편적 원칙과 가치를 바탕으로 세계평화 실현을 위하여 창설된 국제 NGO 단체다. 본부는 워싱턴 D.C에 위치해 있으며 현재까지 세계 21개국에 지부를 가지고 있다.
"하나님 아래 한 가족(One Family under God)"의 비전을 중심삼고 사회 통합 및 평화 구축, 인성 및 리더십 개발, 시민의 미덕 증진, 국가 변혁, 도덕적이고 혁신적인 리더십의 다섯가지 핵심 가치를 실천하기 위해 학술, 문화, 교육 등 다양한 분야를 아우르는 활동을 전개하고 있다.
그 결과 유엔공보국(Department of Public Information · DPI) 협력단체이자 유엔경제사회이사회(ECOSOC) 특별자문지위 단체로 올라섰다.
글로벌 자문위원회도 구성해 운영하고 있는데 이들은 기업, 정부, 엔터테인먼트, 종교계 등 사회 다양한 분야에서 세계적으로 인정받는 지도자들로 구성되어 있으며 평화를 위한 전략적 계획을 수립하고 자원을 개발하거나 성과평과 등에 적극적으로 기여하고 있다.
창설자이자 세계의장은 문현진이다.

## 주요 활동 분야
학술
- 국제회의, 전문가 정책포럼, 통일대비 금융준비세미나, 출판・콘텐츠 개발의 다양하고전문적인 사업을 통해 평화와 통일 실현을 위한 연구 및 학술 활동을 활발하게 진행한다.

문화
- 한반도의 평화와 통일을 목표로 전 세계인이 하나되는 글로벌 메시지 전파를 위해 원케이(ONE K) 글로벌 캠페인, 전시회, 스포츠 대회 등을 진행하며 다양한 문화 콘텐츠를 제작・보급해 관심과 지지를 넓혀가고 있다.

| 내용                 | 상세    | 비고 |
| -------------------- | ------- | --- |
| 새시대 통일의 노래   | 6개     | [대표곡] ONE DREAM ONE KOREA(원드림 원코리아) \| 2015년 - 교과서 및 통일부 컬러링 등재 - 2018년 남북정상회담 환송식 테마곡 채택 |
| 통일콘서트           | 11회    | |
| 참여 한류스타 연인원 | 323명   | |
| 캠페인 참여 연인원   | 534만명 | |

교육
- 윤리적 리더십과 글로벌 시민의식을 함양하는 통일교육 프로그램을 운영하며, 평화 교육과 가치 기반 교육을 통해 지속 가능한 사회 변화와 확산을 도모한다.

| 프로그램                        | 내용 | 비고                                          |
| ------------------------------- | --- | --------------------------------------------- |
| 코리안드림 비전교육             | 통일운동 비전의 사회적 확산 목표                                                                                           | 2021년 2월부터 2024년 7월까지 총 2만여명 교육 |
| 통일실천지도자 전진대회         | 지역사회 오피니언 리더를 대상으로 진행하는 전국단위 통일교육                                                               |                                               |
| 역사탐방 교육                   | 올바른 역사인식을 통해 한반도 통일 가교 역할을 하도록 역사문화 탐방 교육                                                   |                                               |
| 북한 이탈주민 역사탐방 아카데미 | 한민족으로서 정체성과 자긍심 회복 및 인성, 교양, 예절 등 다양한 주제의 교육을 진행해 통일실현의 중심적 역할을 할 인재 양성 |                                               |
| 북한 이탈주민 지원 아카데미     | 탈북 자영업자 및 기업인들의 성공적인 정착을 위한 체계적 프로그램 지원사업                                                  |                                               |

청년
- 코리안드림 통일비전 실현을 주도할 도덕적이고 혁신적인 청년 리더를 양성한다.

| 프로그램                       | 내용 |
| ------------------------------ | --- |
| 글로벌피스리더십코어(GPLCorps) | 25개국 아시아와 태평양 지역 청년들을 중심으로 평화 구축과 봉사활동에 참여하도록 지원                                                                          |
| 체인지메이커 양성              | 세계 평화와 한반도 통일문제를 올바르게 이해하고 미래를 이끌 교육활동 진행 ▪ 국제회의(모의유엔) ▪ 글로벌피스청년교류(IYLA) ▪ 코리안드림크루(Korean Dream Crew) |
| 통일공감 콘텐츠 개발           | 생활 속 통일실천 아이디어 공모 및 수행활동 지원사업 ▪ 통일프로젝트 공모전 ▪ 유튜브 영상 콘텐츠 페스티벌                                                       |
| 주한외국인지원사업             | 한반도 통일에 기여할 수 있는 국제사회 지도자 양성 지원사업 ▪ 외국인페스티벌 / 유학생스포츠페스티벌 ▪ 유학생 정착 지원을 위한 국회공청회                       |

가족/여성
- '평화는 가정으로부터' 슬로건으로 건강하고 안정적인 사회 기반 조성을 위한   가족 공동체 문화 확산 사업이다.

| 프로그램                             | 내용 |
| ------------------------------------ | --- |
| 국제 학술회의 및 글로벌여성 네트워크 | 세계 여성들간의 국제학술회의(GPWLC), 자매결연 및 문화교류(GPWLE)를 적극 전개                                 |
| 글로벌여성미래포럼 및 세미나         | 가정에서의 올바른 가치관 확립, 사회개혁과 시대적 요구에 부흥하는 여성 리더십 모색을 위한 특강 및 세미나 개최 |
| 건강한 가정문화 만들기               | 자녀 인성 교육 콘텐츠 개발, 부모교육 등 문화 확산을 위한 교육 지원                                           |

개발/봉사
- 지속가능한 평화 구축을 목표로 경제 개발 프로젝트, 인도적 지원 및 자원봉사 활동 등을 수행한다.

| 프로그램                                     | 내용 |
| -------------------------------------------- | --- |
| 자립형 마을 개발 (Alllights Village Project) | 저개발국가의 낙후된 마을에 자연과 인간이 조화롭게 공존할 수 있는 생활 환경 조성 및 교육, 자립역량 강화 교육 등을 통해 공동의 가치 구현 |
| 코리안드림 봉사단                            | 남북한 청년들이 함께 저개발국 봉사활동으로 평화 공동체 모델 확산                                                                       |
| 코리안드림 통일김장나눔                      | 탈북민이 함께 우리 사회에 기여할 수 있는 나눔행사 지원                                                                                 |
| 사랑의 연탄배달                              | 탈북민, 회원, 지역 학부모와 청소년들이 참가하는 봉사활동                                                                               |

## 연혁
2024
- 워싱턴 DC 정책 포럼
- 글로벌피스리더십컨퍼런스 아프리카 2024
- 2024 몽골리아 원코리아국제포럼
- 글로벌피스유스 여름캠프 및 모의유엔
- 2024 원코리아국제포럼 (여의도 페어몬트)
- 2024 코리안드림 통일실천대행진 (파주 임진각)

2023
- 인도 글로벌피스리더십컨퍼런스 (GPLC-India)
- 코리안드림 유라시아 평화원정대 5개월간 유라시아대륙 횡단
- 2023몽골리아 원코리아국제포럼
- 광복78주년 통일실천결의대회
- 제2회 코리안드림 아트전시회
- 코리안드림 크루 한국모의유엔
- 2023 원코리아국제포럼 (여의도 페어몬트)
- 2023 코리안드림 통일실천페스타 (여의도공원)
- 2023 글로벌피스컨벤션 (필리핀 클락)

2022
- 코리안드림 차세대리더 비전캠프
- 2025 광복80주년 맞이 통일실천 천만시민 비전선포식
- 2022 원코리아국제포럼 (여의도 페어몬트 호텔)
- 2022 통일실천축제한마당 (일산 킨텍스)
- 1회 코리안드림 아트전시회 개최
- 2022 글로벌피스페스티벌 (필리핀 클락)

2021
- 5번째 캠페인송 ‘넘버원 코리아’ 음원발표
- 원코리아경제포럼 웨비나 개최
- 2021글로벌피스컨벤션
- 2021 몽골리아 원코리아국제포럼

2020
- 2020원코리아국제포럼 개최(3회)
- 필리핀 저개발지역 COVID-19 방역물품 지원

2019
- 2019 글로벌피스컨벤션
- 2019 Onek 콘서트(국회의사당 잔디마당)
- 유엔 경제사회이사회 특별자문위 공식승인
- 2019 원코리아국제포럼
- 통일실천축제한마당 (일산킨텍스)
- 2019 몽골리아 원코리아국제포럼

2018
- 2018 몽골리아 원코리아국제포럼
- 원코리아 국제포럼 (인도, 워싱턴 DC)

2017
- 2017 원코리아 국제포럼(한국, 필리핀, 미국 개최)
- ONE K 글로벌피스콘서트(필리핀 SM Mall)
- ONE K 글로벌캠페인 송 ‘KOREANDREAM’ 음원발표
- 2017 서울시 U-페스티벌

2016
- 2016 한중일 동북아평화학생포럼
- One K 글로벌 캠페인 공식 출범식 (UN 총회장)
- 통일지도자 아카데미 (총 5회)
- 2016 원코리아국제포럼 (美 존스홉킨스대학 공동주최)
- 2016 글로벌피스리더십컨퍼런스

2015
- 통일실천 지도자 전진대회 (전국 11개 도시)
- 새 시대 통일의 노래 캠페인-One Dream One Korea / 하나의꿈 발표
- ONE K 콘서트 (상암월드컵경기장)
- 글로벌피스경제포럼

2014
- 아일랜드・캄보디아 글로벌피스 리더십 교류
- 올라이츠 빌리지 프로젝트 캄보디아 런칭
- 2014 글로벌피스리더십컨퍼런스
- 인도네시아 LIFE PARK 조성(생명보험사사회공원위원회)

2013
- 통일부 비영리민간단체 등록 (제127호)
- 사회공헌활동 기여 특임장관 유공 표창장 수상
- 2013 외국인 유학생 스포츠 문화 대축제
- 2013 대한민국 NGO 대상 수상

2012
- 한반도 미래비전 전문가 정책포럼(총 12회)
- 통일부 산하 재단법인 등록
- 2012 통일실천축제한마당
- 2012 글로벌피스리더십컨퍼런스
- 대학생 통일프로젝트공모전
- 주한 외국인 유학생 스포츠 문화 대축제

2011
- 필리핀・말레이시아 글로벌피스 리더십 교류 (총 30회)
- 대학생 통일프로젝트공모전
- 필리핀 올라이츠빌리지 프로젝트 출범
- 2011 글로벌피스컨벤션

2010
- 한국글로벌피스재단(Global Peace Foundation) 설립
- 2010글로벌피스리더십컨퍼런스

## 세계 지부
글로벌피스재단은 아메리카, 아시아, 아프리카, 유럽 등 여러 대륙에서 활동하고 있으며, 유엔(UN), 정부 기관, 시민 사회 단체, 교육 기관 등과 협력하여 다양한 프로젝트를 수행하고 있다.
아메리카
- 브라질, 과테말라, 파라과이, 미국, 우르과이

아시아
- 대한민국, 일본, 말레이시아, 캄보디아, 인도, 인도네시아, 몽골, 네팔, 필리핀

유럽
- 아일랜드, 영국

아프리카
- 케냐, 나이지리아, 우간다, 탄자니아

중동
- 이라크

## 관련 기관 링크
- 통일을실천하는사람들(AKU)홈페이지

## 관련 도서

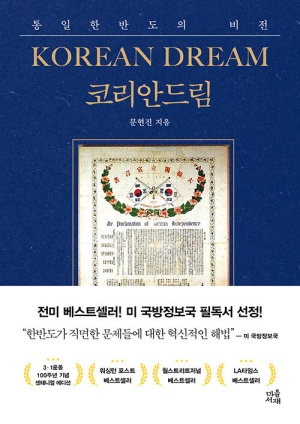
코리안드림 도서(센테니얼 에디션)

| 책 이름                                        | 저자 | 출시일      | 페이지 | 출판사           | 국제 표준 도서 번호 | 비고            |
| ---------------------------------------------- | --- | ----------- | ------ | ---------------- | ------------------- | --------------- |
| 코리안드림 (센테니얼 에디션)                   | 문현진                                                                                                  | 2020.08.17. | 452쪽  | 마음서재         | ISBN 9791165342142  | 2020년 1쇄~8쇄  |
| 코리안드림과 통일한국을 향한 남북통합 추진전략 | 한국글로벌피스재단 AKU교수협회 편집 · 구필현 , 박동순 , 박성기 , 안찬일 , 조병현 , 정경영 , 최용호 저자 | 2024.12.26. | 648쪽  | GDC Media        | ISBN 9791198232045  |                 |
| 코리안드림 한국사                              | 코리안드림역사재단 창립준비위원회                                                                       | 2024.06.01. | 376쪽  | 좋은땅           | ISBN 9791138831307  |                 |
| 코리안드림 & 통일한국 비전과 국제협력          | AKU교수협회,박성기,정경영,최용호,홍정기                                                                 | 2023.11.30. | 508쪽  | GDC Media        | ISBN 9791198232021  |                 |
| 통일한반도를 향한 꿈: 코리안 드림              | 태봉 | 2012.12.17. | 360쪽  | 지구촌평화연구소 | ISBN 9788990237620  |                 |
| 코리안드림                                     | 문현진                                                                                                  | 2014.09.23. | 408쪽  | 소담출판사       | 9791160270273       | 2014년 초판인쇄 |